# Eduard Mändle
Eduard Mändle (* 11. Februar 1936 in Geislingen; † 21. Dezember 2013 ebenda) war ein deutscher Wirtschaftswissenschaftler und  Rektor der Hochschule für Wirtschaft und Umwelt Nürtingen-Geislingen (HfWU) während der Jahre 1977–2001. Er war bei seinem Ruhestand der dienstälteste Hochschulrektor der Bundesrepublik Deutschland.

## Leben und Wirken
In Geislingen aufgewachsen erwarb er das Abitur und studierte anschließend an der Universität Mannheim, wo er 1961 den Abschluss als Diplomhandelslehrer erwarb und 1965 zum Dr. rer. pol. promoviert wurde.
Im Jahr 1966 wurde Mändle als Dozent an die damalige Ingenieurschule für Landbau berufen und später zum Professor für Volkswirtschaftslehre und Genossenschaftswesen an der zur Fachhochschule Nürtingen erhobenen Lehranstalt ernannt. Von 1973 bis 1977 war er Prorektor der Fachhochschule, die Wahl zum Rektor erfolgte 1977. Dieses Amt hatte er durch mehrmalige Wiederwahl 24 Jahre inne. Während seiner Amtszeit stieg die Studentenzahl von 400 auf 3000, wurde die Zahl der Studiengänge von 3 auf 12 erweitert, ein Hochschulneubau in Nürtingen verwirklicht und ein Studentenwohnheim erstellt. Als sein besonderes Verdienst gilt die Gründung des zweiten Standorts der HfWU in Geislingen an der Steige. Das Genossenschaftswesen, die Agrarpolitik, die Energiewirtschaft und die Wohnungswirtschaft bestimmten sein akademisches wie auch sein ehrenamtliches Wirken als jahrzehntelanger Vorsitzender von Aufsichtsräten und Gremien.
Eduard Mändle war mit der Pianistin und Klavierpädagogin Erika Mändle (* 1937) verheiratet und ist der Vater des Wirtschaftswissenschaftlers Markus Mändle (* 1967).

## Veröffentlichungen
Mändle veröffentlichte eine Vielzahl wissenschaftlicher Publikationen, darunter Standardwerke wie Agrarpolitik (1971), das Handwörterbuch des Genossenschaftswesens (1980), das Genossenschaftslexikon (1992) sowie das Wohnungs- und Immobilien-Lexikon (1997, Neuauflage 2011; mit mehr als 300 Autoren).

## Ehrungen
- Bundesverdienstkreuz erster Klasse 2001
- Honorarprofessor der Universität Hohenheim 2004
- Ehrenbürger der Stadt Geislingen 2007[4]